# Ligne de Pontarlier à Vallorbe (frontière)

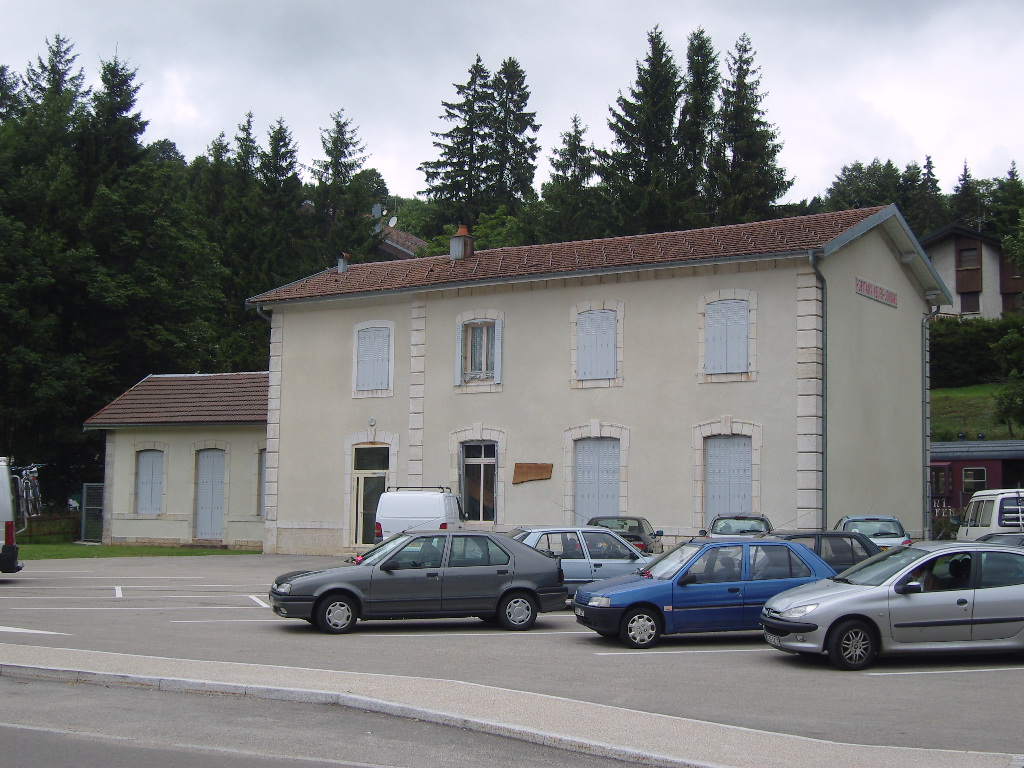
Les Hôpitaux-Neufs - Jougne, ancienne gare de la ligne

La ligne de Pontarlier à Vallorbe est une ligne ferroviaire française à écartement standard et à voie unique de la région Franche-Comté. Elle fut ouverte au trafic le 1er juillet 1875 sur 26 km par la Compagnie de Jougne à Éclépens (JE). Jusqu'à l'ouverture de cette ligne, les trains entre Paris et Lausanne passaient par le Val-de-Travers et Neuchâtel.

## Histoire

### Mise en concession
La ligne est concédée à compagnie des chemins de fer de Paris à Lyon et à la Méditerranée lors de la création de celle-ci le 11 avril 1857 par la signature d'une convention entre le ministre de l'Agriculture, du Commerce et des Travaux publics, et les compagnies des chemins de fer de Paris à Lyon et de Lyon à la Méditerranée. La ligne en question est définie comme « un embranchement sur Jougne » de la ligne allant « d'un point à déterminer de la ligne de Dôle à Salins à la frontière suisse ». Toutefois sa réalisation est conditionnée à la construction de l'infrastructure côté suisse. Cette convention est approuvée par décret impérial le 19 juin 1857.

### Ouverture d'un axe international franco-suisse
En 1870 avait été construite la ligne Daillens - Vallorbe ; la ligne de Pontarlier constituera son prolongement.
La ligne de Pontarlier à Vallorbe est finalement inaugurée le 1er juillet 1875. Sur cette ligne se trouve le tunnel de Jougne long de 1662 mètres. La seule gare en Suisse était celle de Vallorbe qui est alors une gare en impasse nécessitant un rebroussement aux trains internationaux continuant vers Lausanne.
La Compagnie suisse du Chemin de fer du Jougne-Eclépens (en) est chargée de l'exploitation jusqu'à la gare des Hôpitaux-Neufs - Jougne, jusqu'à sa faillite en 1876, lorsque le Chemins de fer de la Suisse Occidentale (en) (rapidement renommé Compagnie de la Suisse occidentale et du Simplon) en reprend l'exploitation. En 1890, elle fusionne au sein du Chemin de fer Jura-Simplon qui est nationalisé en 1903.
En 1915, le P.L.M. français qui exploitait déjà la ligne entre Pontarlier et Jougne hérite de l'exploitation de la ligne en son intégralité ; la SNCF la reprend en 1938.
Cette ligne avait un profil très difficile avec des rampes à 23 ‰ pour escalader le plateau du Jura et une longue descente culminant à 25 ‰ pour atteindre Vallorbe ; les trains y perdaient régulièrement le contrôle, ne parvenant à l'arrêt que grâce à une voie en cul-de-sac établie en montée à la sortie de la gare de Vallorbe.

### Déclin et fermeture
Ce n'est qu'en 1915, le 16 mai, que la ligne directe avec Frasne fut ouverte grâce à la construction du tunnel du Mont-d'Or. Dès lors, la ligne Vallorbe - Jougne - Pontarlier ne garda que le trafic régional et son exploitation passa aux chemins de fer français.
Le service voyageur, assuré en autorails depuis 1935, est suspendu le 19 avril 1939 et dès 1940, le transport de marchandises cesse également du fait que l'armée française a fait sauter la voûte du tunnel des Hôpitaux. Du côté suisse la ligne fut démontée entre 1942 et 1943, alors que le trafic marchandise perdura entre Pontarlier et la gare des Hôpitaux-Neufs-Jougne jusqu'au 3 novembre 1969. La section entre les Hôpitaux-Neuf - Jougne et la frontière (PK 470,443 à 476,328) a été formellement déclassée par décret le 12 novembre 1954.

### Réouverture partielle
En 1993, une association désormais connue sous le nom de Coni’fer a reconstruit le tronçon Les Hôpitaux-Neufs - Fontaine-Ronde et l'exploite comme train touristique. Cette association projette de reconstruire la ligne dans son intégralité dans le futur.

### Arrestation du maréchal Pétain
Le 26 avril 1945, le maréchal Pétain et sa suite, revenant d'Allemagne pour se constituer prisonnier, transitèrent par la Suisse en voiture pour atteindre la gare de Vallorbe. La ligne vers Pontarlier étant impraticable à cause de la destruction du tunnel, le convoi automobile poursuivit sa route en territoire français jusqu'à la gare des Hôpitaux-Neufs - Jougne où un train spécial et un détachement militaire avec à sa tête le Général Kœnig l'attendent. Il sera envoyé au fort de Montrouge pour être interné jusqu'à son procès.

## Matériel roulant utilisé sur la ligne
La Compagnie du chemin de fer du Jougne-Eclépens (en) y fit circuler les trois locomotives qu'elle possédait : des 030 à tender séparé construites par la Société alsacienne de constructions mécaniques en 1869. Après la reprise par d'autres compagnies suisses, elles sont remplacées par des locomotives à vapeur plus puissantes et envoyées à la ferraille entre 1898 et 1909.
À partir de 1915, le PLM y affectera ses locomotives de disposition 140 à la fois en trafic voyageurs et marchandises.
En 1935, le PLM élimine la traction vapeur des trains locaux de voyageurs au profit d'autorails. Il s'agit de petits autorails à deux essieux construits par la firme d'Argenteuil Baudet, Donon et Roussel. Six exemplaires en tout ont appartenu au PLM et étaient utilisées sur les petites lignes rayonnant autour de Pontarlier ; peu réussis, ils sont radiés après 1945. Un autorail ADN assurait quant à lui les dimanches un train à longue distance Chalon-sur-Saône-Besançon-Gilley-Pontarlier-Vallorbe.
Le train, de deux voitures seulement, qui amènera Pétain et sa suite en captivité était remorqué par une 230 A (ex PLM série 3401 à 3735) complètement obsolète qui aurait d'ailleurs été relayée par une autre locomotive dès l'arrivée à Pontarlier.
Au début des années 1950, alors que la ligne est officiellement fermée, un train de skieurs sera régulièrement organisé jusqu'à Les Hôpitaux-Neufs - Jougne à l'aide d'un autorail De Dietrich X 44000 du dépôt de Besançon. Malgré les 500 ch de l'engin circulant en solo, les pentes étaient tellement difficiles en hiver qu'il lui fallait parfois l'assistance d'une locomotive à vapeur 242 TA !